# 尤宁代尔
尤宁代尔（Uniondale），美国印第安纳州韋爾斯縣的一个城镇。总面积0.54平方公里，总人口310（2010年）。